# Памятные стелы у Нахр-эль-Кальб
Памятные стелы у реки Нахр-эль-Кальб (араб. آثار نهر الكلب‎) — монументальная группа из более чем 20 эпиграфических надписей и скальных рельефов, вырезанных в известняковых скалах у устья реки Нахр-эль-Кальб (Собачья река) в Ливане, в 12 километрах к северо-востоку от Бейрута.
Надписи включают в себя три египетских иероглифических стелы фараона Рамзеса II, шесть клинописных надписей новоассирийских и нововавилонских царей, среди них — Асархаддон и Навуходоносор II, римские и греческие памятники, надписи на арабском мамлюкского султана Баркука и друзского эмира Фахр-ад-дина II, памятный знак интервенции войск Наполеона III в Ливан в 1860 году и посвящение к провозглашению независимости Ливана от Франции в 1943 году. Таким образом, в этих надписях вся история Ливана собрана в одном месте.
Первым европейским путешественником, описавшим скалы с надписями, был английский клирик XVII века Генри Маундрелл в 1697 году, а первым исследователем, вплотную занявшимся их изучением — Франц Генрих Вайсбах, издавший в 1922 году тексты надписей.
Памятники у Нар-эль-Кальб Верховным комиссаром Французской Республики в Сирии и Ливане Дамьеном Де Мартелем указами № 166-LR (от ноября 1933) и № 225 (от 28 сентября 1934) были занесены в Национальный список исторических памятников. В 2005 году надписи у реки были включены в программу ЮНЕСКО «Память мира» (арабский мир).

## Описание

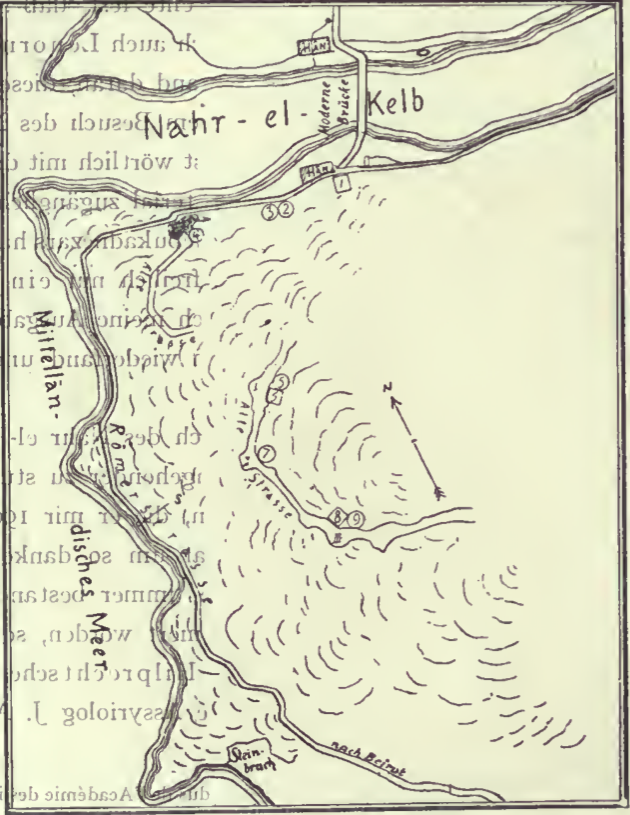
Карта расположения надписей, 1887 год. Номерами 1-9 обозначены египетские (обведены в квадрат) и ассирийские (в круг) надписи. Вавилонские памятники расположены на северном берегу (маленький овальный знак), а на западной дороге — римская надпись (буква S и маленькая стрелка).

Благодаря расположению Ливана в центре древнего мира он стал, по выражению Поля Мутерда, перекрёстком трёх частей света и местом встречи множества цивилизаций.
Полководцы и завоеватели прошлого традиционно возводили памятники в устье Нар-аль-Кельба при его пересечении. Дело в том, что горы Ливана иногда подходят вплотную к морю, выступая в него острыми мысами и разделяя территорию Финикии на отдельные районы, связи между которым весьма затруднены, как и с регионами, лежащими к востоку. Однако в некоторых местах этих гор были относительно удобные проходы, игравшие значительную роль в истории развития этого региона. Причина, по которой цари и полководцы древности оставили свидетельства о своём прохождении через Нахр аль-Кальб, заключается в том, что река образовала глубокое ущелье, которое можно было пересечь только вблизи её устья.
Устье Нахр-эль-Кальб при впадении в Средиземное море окружено двумя скалистыми мысами, которые обращены друг к другу, разделённые долиной, через которую протекает река, образуя естественное препятствие на прибрежной дороге. Надписи высечены в стратегически важном месте, контролирующем прибрежный путь вдоль Восточного Средиземноморья — дорога здесь, проделанная в массиве скал над морем, была единственным путём из северной Сирии в южную, и рельефы, по задумке создателей, должны были быть видны всем, кто проходит через эти области.
Существует мнение, что вырезание рельефа в камне похоже на основание города в пограничье: оно символизирует завоевание естественного окружения, колонизацию территории и акт цивилизации ранее диких регионов.
Традицию установил египетский фараон Рамзес II, и с тех пор проходящие армии вырубали памятные надписи на берегах реки, о чём было известно уже древнегреческому историку Геродоту (V век до н. э.). Последующие властители древности, такие как Ассархаддон, Навуходоносор II, римский император Каракалла, и даже армии современной Франции и Великобритании отметились оставлением памяти о своих деяниях на скалах Волчьей реки.

### Древнеегипетские стелы
Самые ранние надписи расположены на южном берегу и датируются времена фараона XIX династии Рамзеса II и ассоциируются с установлением контроля Нового царства над регионом, хотя попытки египтян покорить эти земли фиксируются намного раньше, о чём свидетельствуют автобиография Уны (ок. 2280 до н. э.) и стела Себек-ху-Джаа (ок. 1860 до н. э.). Рамсес II продолжил политику своих предшественников в Передней Азии, в течение многих лет ведя упорную борьбу с могущественной державой хеттов для укрепления влияния Египта в Палестине и на средиземноморском побережье Сирии. Наиболее ярким эпизодом этой борьбы стало сражение под стенами города Кадеш в долине Оронта (ок. 1274 до н. э.).
Известны три египетские иероглифические стелы, все они несут картуш Рамзеса II и довольно традиционные для древнеегипетских рельефов изображения: фараон в короне корону, преподносит в жертву своих врагов одному из трёх богов-покровителей: Амону (Ра), Ра-Хорахте и Птаху или же поражает врагов в их присутствии.
Впервые верную идентификацию надписей привёл прусский исследователь Карл Рихард Лепсиус.
Считается, что по крайней мере одна из них (так называемая средняя стела или же надпись № 14) была выбита у Собачьей реки во время первого похода фараона в Левант и указывает на реку в качестве границы между египетской провинцией Ханаан (Речену) и владениями хеттов. Однако надпись выветрилась настолько, что можно прочитать только имя Рамсеса II и дату «4 год».
В 10-й год своего царствования Рамсес II вновь вторгся в Финикию, на что указывает поставленная им у реки Эль-Кельб южная стела (надпись № 16). Имеется ещё северная стела, поставленная Рамсесом II, но её текст полностью разрушен.
Ранее, такие учёные, как Эдвард Робинсон, ошибочно связывали надписи Рамзеса II с мифическим фараоном Сесострисом, памятные знаки которого упомянуты Геродотом: «что до столпов, которые воздвигал египетский царь Сесострис в [покорённых] землях, то большей части их уже не существует. Но все же мне самому пришлось ещё видеть в Сирии Палестинской несколько столпов с упомянутыми надписями и с женскими половыми органами».

### Клинописные надписи

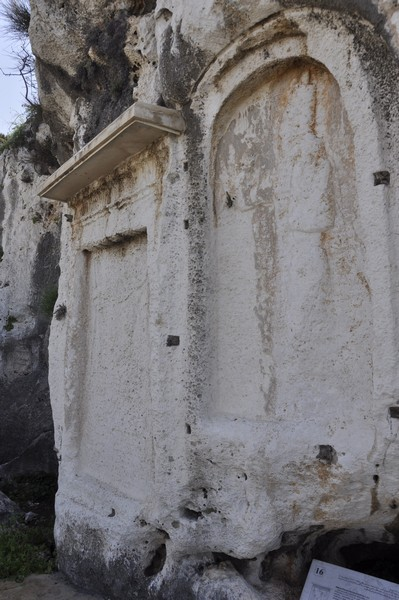
Расположенные рядом стелы Рамзеса II и Асархаддона.

Известно о шести клинописных ассирийских (надписи № 6, 7, 8, 13, 15 и 17) и вавилонской надписях среди памятников Нар-аль-Кельб, однако значительная их часть остаётся неопознанной. Все ассирийские рельефы представлены в своём характерном стиле — с арочной рамой вкруг с порогом-обрамлением и единственной фигурой ассирийского царя (которая занимает более 3/4 стелы), воздевающего руку в знак почтения богам, символы которых изображены рядом. Такое изображение (ṣalam šarrūtija), сильно отличающееся от египетского, вызывает эффект видимого человеческого присутствия — то, что исследовательница Зайнаб Бахрани назвала «естественным представлением» или «видимым могуществом». В то же время поза с воздетой рукой усиливала эффект присутствия и некой доминации над окружающим рельефом. Сочетание этих элементов, прежде всего использование порога, создавало эффект не только присутствия, но и движения, выхода фигуры из дверного пространства.
Стела ассирийского царя Асархаддона (надпись № 17) воздвигнута в честь захвата Асархаддоном Мемфиса у нубийского фараона Тахарки в 671 году до н. э. Текст надписи сильно повреждён, но согласно реконструкции, он содержит упоминания восставших городов Ашкелон и Тир, а также фараона Тахарки и 22 вассальных царей. Вероятно, ассирийский царь оставил надпись со своим изображением здесь, на землях недавно поднявшей восстание Финикии, возвышающуюся над одним из рельефов Рамзеса II, чтобы каждый, кто путешествовал вдоль побережья от Библа до Бейрута, видел образ Асархаддона и помнил о триумфе Ассирии.
Другой рельеф принадлежит вавилонскому царю Навуходоносору II (надпись № 1), который после падения Ассирии разгромил в битве при Каркемише Египет, вновь претендовавший на гегемонию в Передней Азии и покорил Заречье. Надпись, состоящая из двух текстов (ново- и старовавилонский типы клинописи) и лишённая ныне изображения царя, состоит из 5 фрагментов, 1 из которых находится в археологическом музее Стамбула. Как отмечает исследовательница Росио да Рива, этот рельеф и другие рельефы Навуходоносора в Северном Ливане, расположенные в стратегически важных местах и видные издалека, являлись иконографическим выражением нововавилонского имперского контроля на западе, вызовом и предупреждением врагам.
Неопознанные ныне рельефы с клинописью, вероятно, принадлежали другим ассирийским царям. Среди вероятных претендентов — Ашшурнацирапал II, в своих многочисленных надписях упоминающий поход через бурный Евфрат и хребты Ансарии к «Великому морю», на берегу которого он омыл оружие и установил стелу, и его сын Салманасар III, повторивший поход отца.
Гипсовый слепок одной из ассирийских надписей, созданный Джозефом Бономи-младшим в 1834 году, стал первым артефактом Древней Ассирии, привезённым в Соединённое Королевство.

### Античные надписи

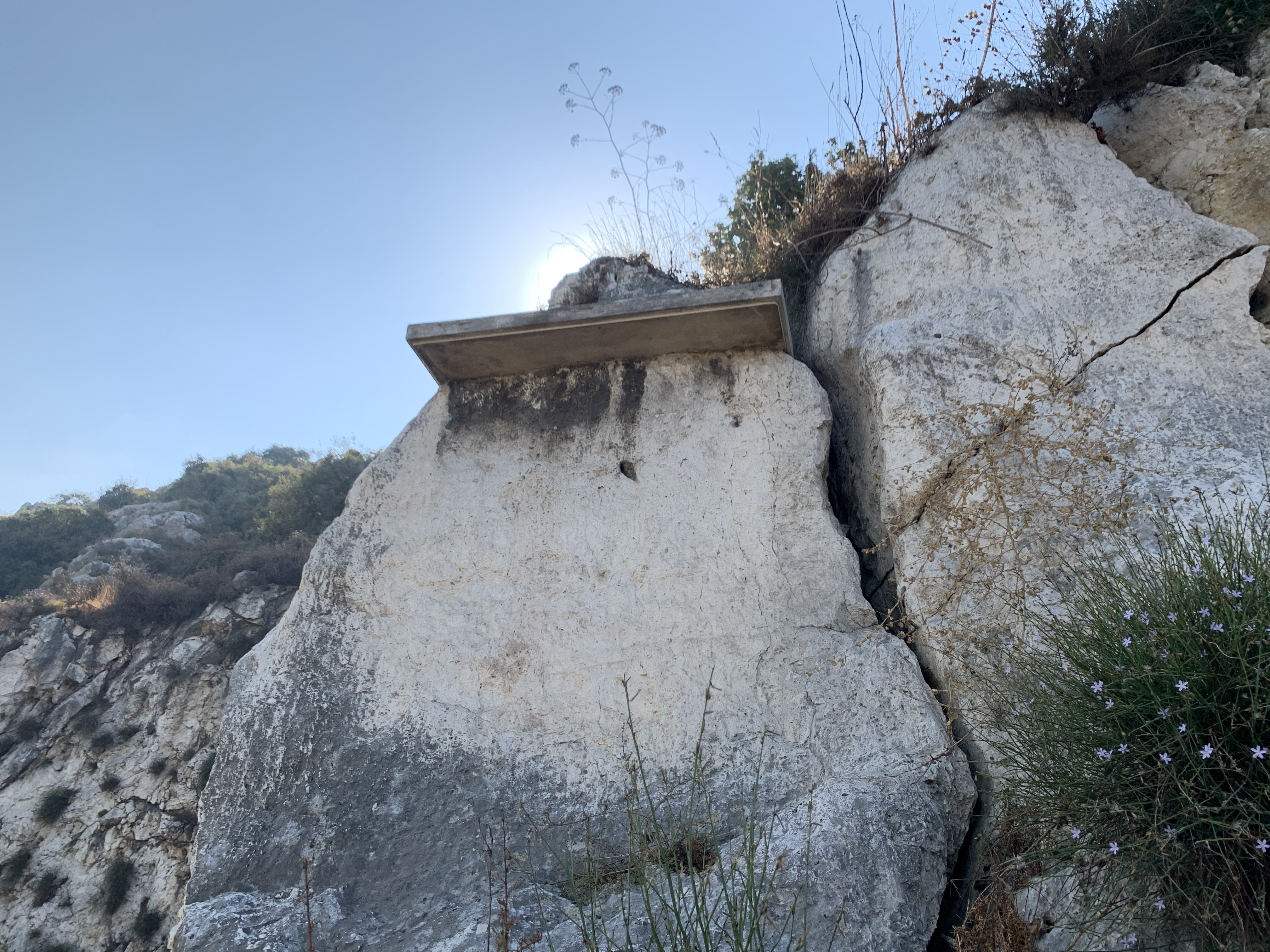
Надпись Прокла.

Ряд греко-римских надписей был высечен на этом месте. Наиболее примечательная из них (надпись № 3) оставлена в виде tabula ansata воинами III Галльского легиона во времена правления одиозного римского императора Каракаллы (211—217) из династии Северов, имевшей пунические (финикийские) и сирийские корни. Около 215 года Каракалла в ходе своего путешествия на востоке империи отправился через Антиохию в Александрию. Надпись приурочена к обустройству дороги, которую войска императора проложили в этом месте. Она включает в себя латинские слова «Lyco Flumen» (река Лик), которые позволили ранним исследователям, таким как Эдвард Робинсон, прийти к выводу, что именно Нахр-эль-Кальб в древности именовался Лик (Λύκος, то есть «волк» по-гречески).
Полное имя Каракаллы, указанное на памятнике, звучало как «Марк Аврелий Септимий Бассиан Антонин», из-за чего иногда надпись приписывают другому римскому императору Марку Аврелию. Рельеф сохранил следы попыток вымарать из надписи имя легиона, проложившего дорогу, вероятно, потому, что III Галльский, будучи раннее оплотом власти династии Северов, при наследнике Каракаллы Гелиогабале предпринял попытку узурпировать императорскую власть в пользу своего командира Вера.
Две других надписи античного периода используют греческий язык, причём читаема лишь одна (надпись № 11) — выбитая в память о прокладке дороги или проведении иных инженерных работ под руководством Прокла, византийского наместника Финикии при Феодосии I Великом (379—395), и датируемая 382 годом (см. также Ливан в IV веке).
Вторая надпись на греческом (надпись № 12) в точности не идентифицирована, но её автором может быть селевкидский правитель Антиох III Великий, а время создания связано с победой Антиоха в пятой Сирийской войне (202—195 до н. э.).
Среди других свидетельств активного освоения этой местности в античное время стоит указать оставленную рабочими отметку римскими цифрами «CDIII» (403, вероятно, указывает на количество убранных ступеней) внизу рельефа Наполеона III, и путевой столб, утраченный ныне. Столб представлял собой фрагмент гранитной колонны, отмечающей 221-ю милю от Антиохии и несущей посвящение императору Константину и трём цезарям. Он датируется 333—335 годами и был выгравирован на более старой надписи.

### Средневековые надписи
В настоящее время известно о двух средневековых надписях на арабском. Более ранняя выбита во времена мамлюкского султана Баркука (1382—1399) из династии бурджитов в ознаменование ремонта моста через Нахр-аль-Кальб (надпись № 2). Надпись, помимо прочего, содержит меру регулирования чрезмерных сборов при прохождении моста — порочный мытарь должен был пострадать от «проклятия Бога, ангелов и всего народа».
Вторая надпись, посвящённая ремонту моста уже при друзском эмире Горного Ливана Фахр-ад-дине II (1572—1635), упомянута в дорожных записках Генри Мондрелла от 1697 года, но уже к XIX веку эта надпись не была видна.

### Новое время
Первый памятник среди скал Нар-аль-Кальба в новое время представляет собой надпись французского императора Наполеона III (надпись № 5) в память о французской военной экспедиции Бофор д'Отпуля для прекращения резни христиан, вспыхнувшей в ходе конфликта между друзами и маронитами (1860). Вероятно, эта надпись была выбита поверх стелы древнеегипетского фараона Рамзеса II, в результате чего текст последней утрачен. Интересно, что по сообщению Эрнеста Луэ, за процессом создания надписи наблюдал французский историк Эрнест Ренан.
Следующая надпись (надпись № 18 A-B) была оставлена в 1901 году в честь закладки нового моста и содержит имя османского султана Абдул-Хамида II. Памятник представляет собой 2 идентичных текста, расположенные по обе стороны османского моста: надпись A представляет собой арабский курсивный текст, надпись B — текст на турецком османским письмом.
Две надписи (1919 и 1930; надпись № 9) отмечают военное событие конца Синайско-Палестинской кампании Первой Мировой войны, известное как преследование к Харитану, когда союзные войска, прорвав османский фронт в битве пре Мегиддо, взяли Дамаск, Хомс и Алеппо к октябрю 1918 года. Первая надпись посвящена Пустынному конному корпусу Гарри Шовела, а вторая — австралийскому, новозеландскому, индийскому и французскому контингентам, а также хиджазской Шарифской армии Хусейна бин Али, шерифа Мекки. Вторая надпись появилась лишь стараниями генерала Шовела, который долгие годы настаивал на упоминании в тексте союзных британцам австралийцев, новозеландцев и других иностранных соединений.
В октябре 1918 года была оставлена надпись (надпись № 10) в честь занятия британцами и французами Бейрута и Триполи в связи с созданием Администрации оккупированных территорий противника (OETA).
Следующая надпись (надпись № 4) появилась 25 июля 1920 года со взятием Дамаска в июле 1920 после битвы при Майсалуне французскими войсками под руководством генерала Гуро, командующего 4-й армии, и Мариано Гойбе против армии короля Фейсала. Вспыхнувшая тогда франко-сирийская война между французами и сирийцами произошла после раздела территорий Османской империи из-за оккупации первыми территории Сирии по Севрскому договору с санкции Лиги Наций. 1 сентября того же года генерал Гуро провозгласил создание автономного «государства» Великий Ливан в составе Французского мандата в Сирии.
Такая частота установки памятных знаков французами и британцами в начале XX века, по мнению исследовательницы Лусии Волк, является показателем борьбы между ними за контроль над регионом и этим ключевым местом в частности, которую она обозначила как «война памяти» (memory war).

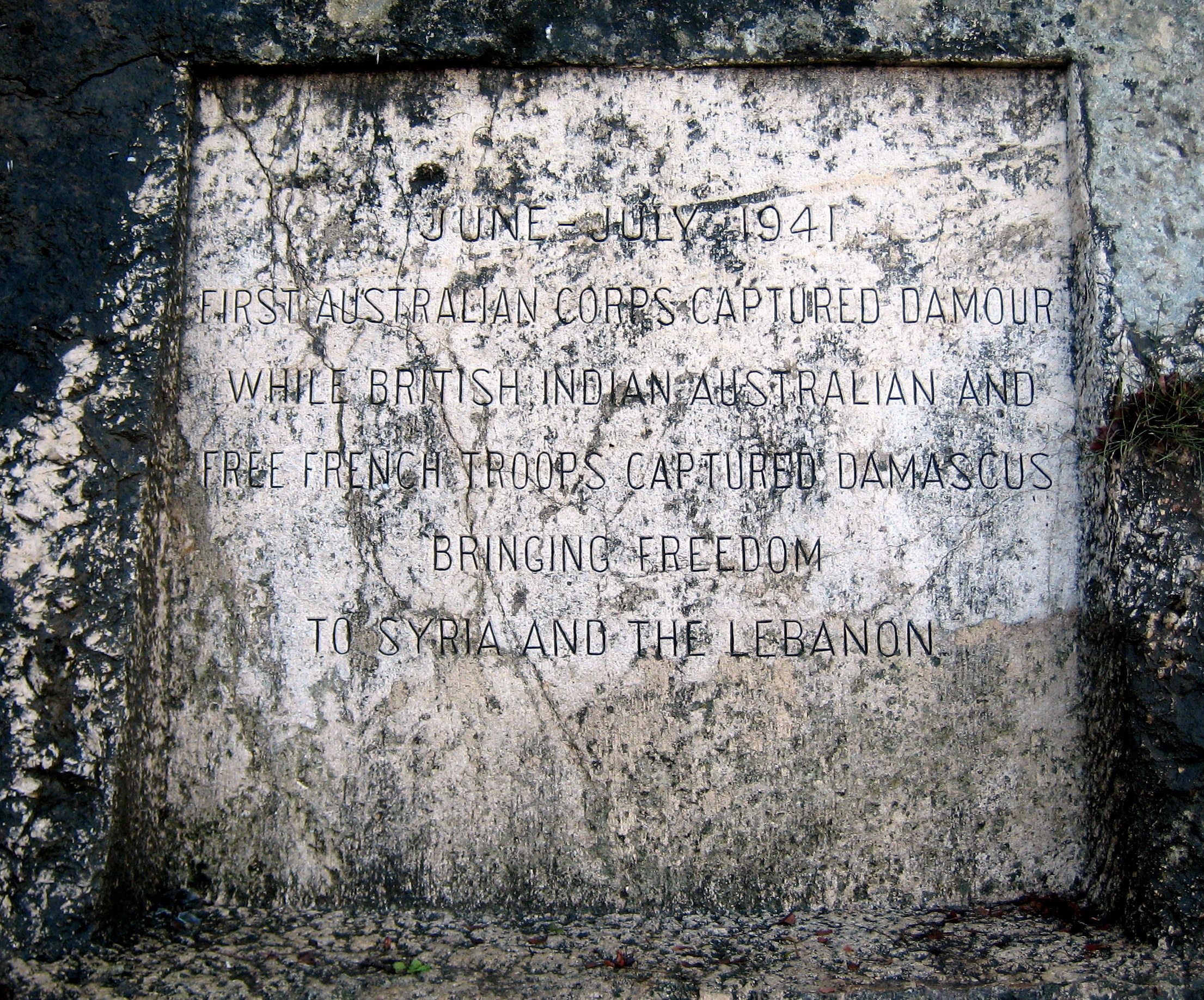
Надпись в память об освобождении Дамаска и Дамура (1941)

Памятник-обелиск погибшим членам французского гарнизона Бейрута (1919—1927), установленный в 1927 году в Бейруте на Avenue des Français, был перенесён на берега Собачьей реки после окончания мандата Лиги Наций в 1960.
В 1941 году, после взятия Дамаска и Дамура, союзные войска — австралийские, британские и французские, среди которых были бойцы «Сражающейся Франции», «вырезали на лике скалы надпись в память об освобождении Сирии и Ливана» от сил Вишистского режима в ходе Сирийско-Ливанской операции (надпись № 19). По предположению Кеннета Слессора, автором надписи был австралийский скульптор Линдон Дадсуэлл.
Надпись № 20, датированная 20 декабря 1942 года, указывает на завершение австралийскими и южноафриканскими вспомогательными войсками прокладки железной дороги Хайфа—Бейрут—Триполи (упразднена в 1976). Эта надпись ныне изолирована между трассами автомагистрали Бейрут—Джуния.

### Независимый Ливан
Провозглашённый в 1920 году государством Ливан, тем не менее, не избавился от контроля Франции ни в 1926, с принятием конституции, ни в 1941, когда свергнувшие вишистов ливанцы заявили о суверенитете, и лишь день признания независимости Ливана Деголлевской Францией 22 ноября 1943 года стал днём независимости Ливана. 31 декабря 1946 года в ознаменование этого события и в память окончания Второй Мировой войны ливанцы во главе с тогдашним президентом Бишарой эль-Хури установили памятную стелу (надпись № 21), отмечая эвакуацию иностранных войск с территории Ливана.
В 2000 году ливанские демонстранты, в первую очередь сторонники экс-командующего и действующего президента страны Эмиля Лахуда, установили памятник (надпись № 22) в ознаменование вывода израильских войск из Южного Ливана, который они занимали с 1982 года, начав операцию «Мир Галилее» в ходе гражданской войны в Ливане. Рельеф провозглашал рассвет новой эры свободы и единства.
Обе надписи, созданные из белого мрамора, помимо текста на арабском, несут также изображение символа Ливана — кедра — и архитектурные элементы цивилизаций, оставивших свой след в истории Ливана и на скалах Нахр-аль-Кальба: древнеегипетская квадратная внешняя рама стелы, ассирийская арка картуша надписи и порог, греко-римская лавровая ветвь и арабские мукарнасы.
С началом протестов в Ливане в 2019 году протестующие установили на стене, прилегающей к туннелю реки Нахр-эль-Кальб, надпись, похожую на мемориал 1943 года и вдохновлённую ею, с текстом о начале гражданской революции и «эвакуации» всех коррупционеров.

## «Память мира» ЮНЕСКО
В 2005 году стелы у реки были внесены в реестр программы ЮНЕСКО «Память мира» в арабских странах. С 2019 года памятники Нахр-эль-Кальба находятся в предварительном списке Ливана для возможного его включения в список Всемирного наследия. Согласно заявке, это место «обобщённо повествует об истории Ливана, начиная с глубокой древности и до наших дней, являясь наглядным свидетельством того, как в разное время через эти места проходили армии фараонов, ассиро-вавилонян, греков, римлян, арабов, французов и англичан, которые, несмотря на труднодоступный и скалистый рельеф местности этого перекрёстка дорог, задерживались здесь, чтобы высечь в отвесной скале памятную стелу».
В 2003 году также стартовал проект восстановления памятников, финансируемый Фондом национального наследия Ливана.

## Галерея

Египетские, ассирийские и вавилонские надписи
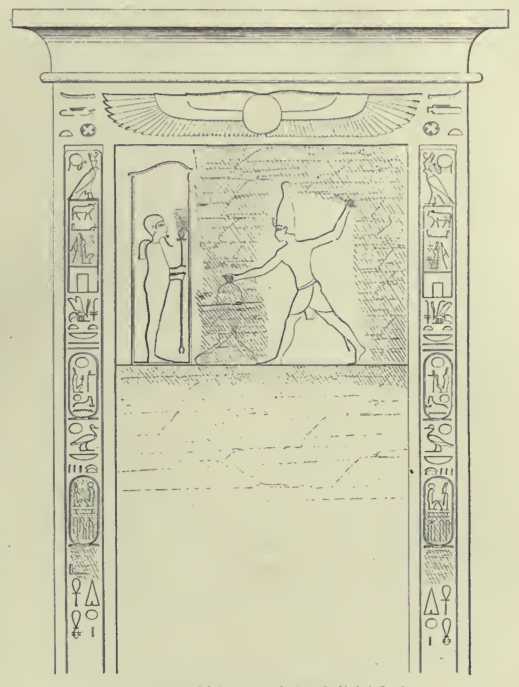
Северная египетская стела (1845)
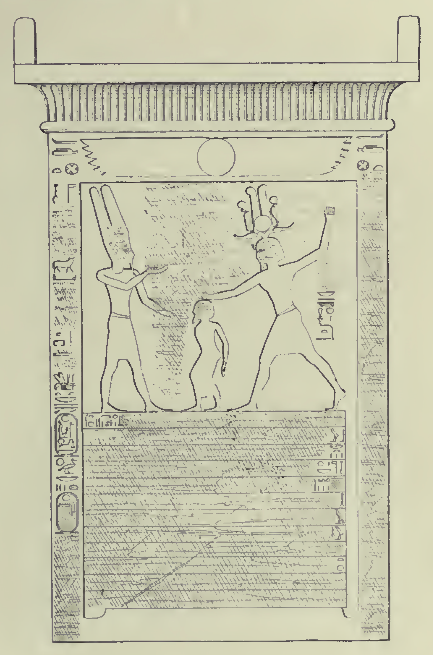
Южная египетская стела (1845)
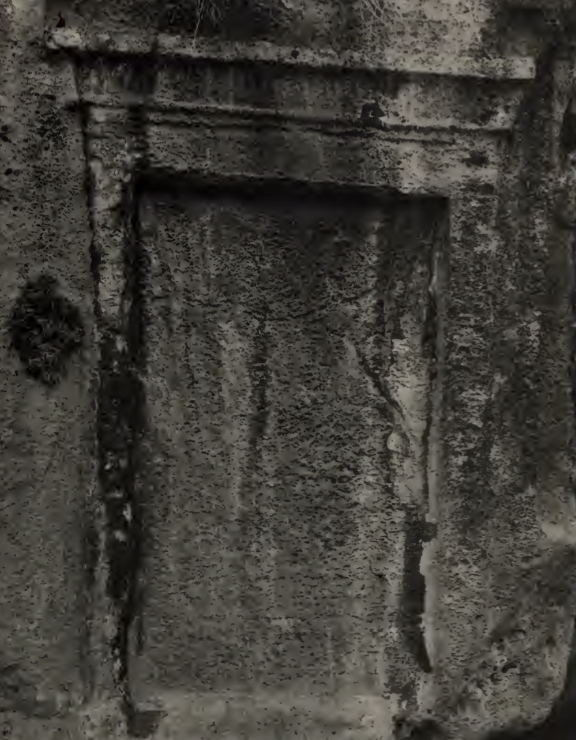
Южная египетская стела (1922)
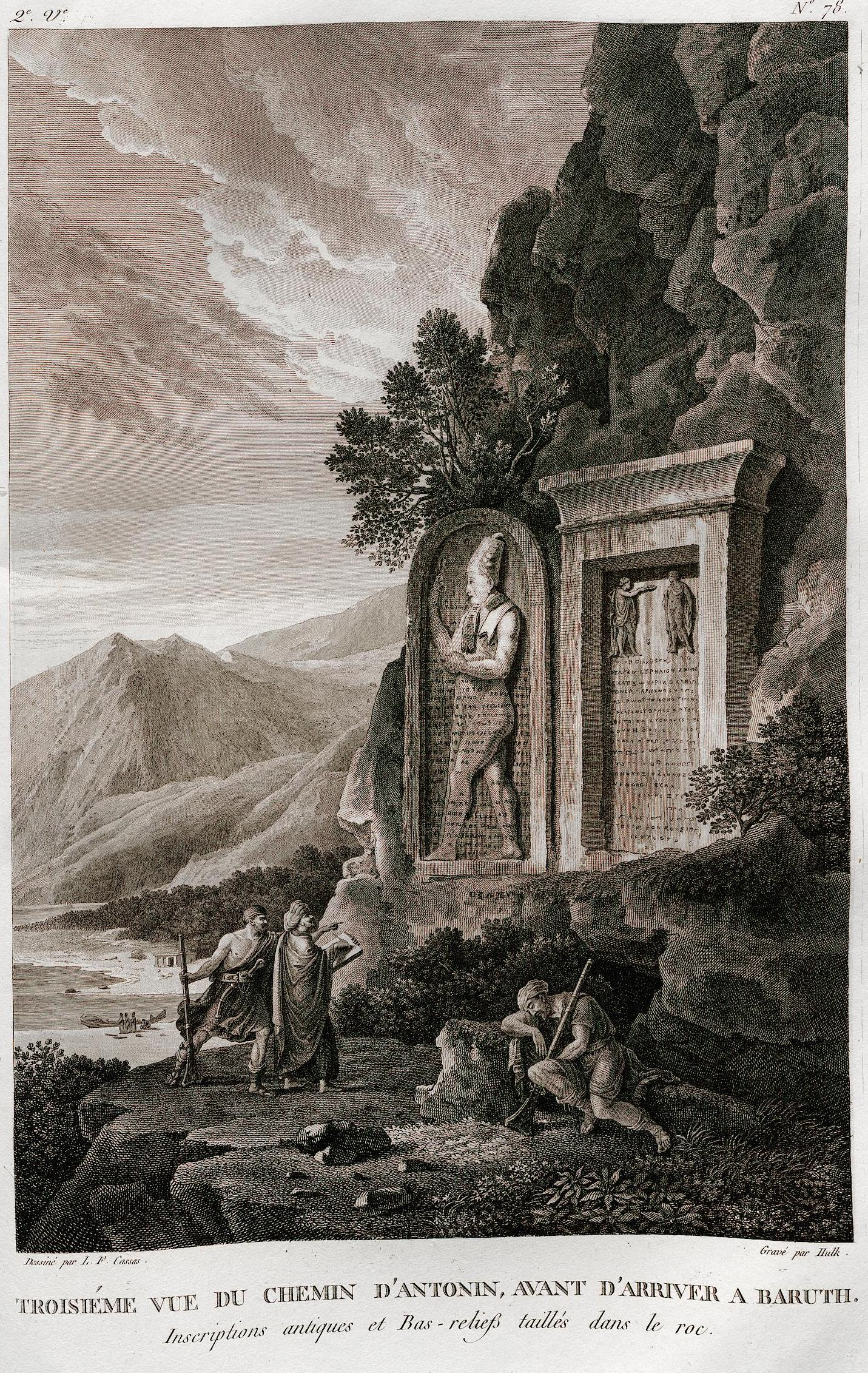
Средняя египетская и четвёртая ассирийская стелы (1780-е)
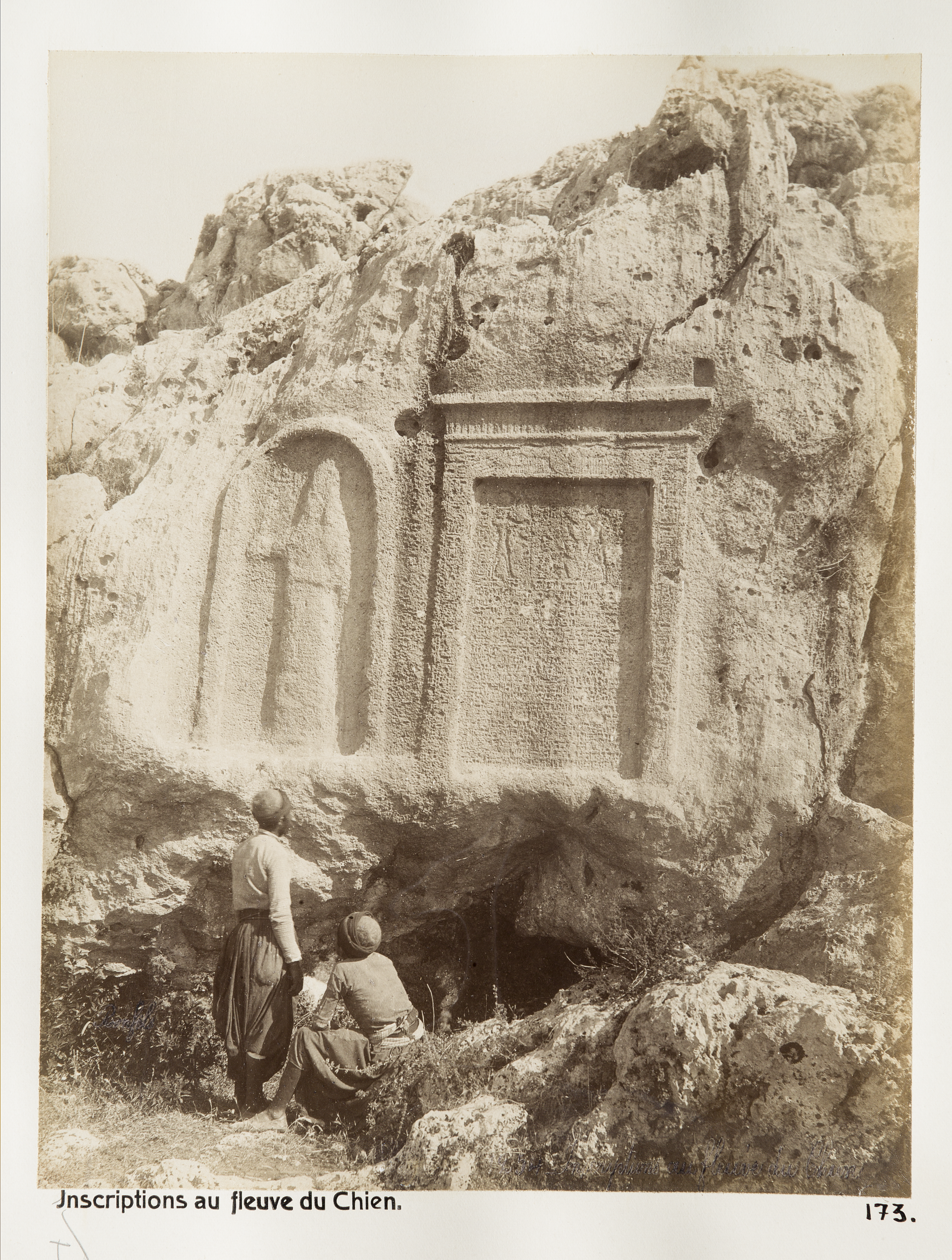
Средняя египетская и четвёртая ассирийская стелы (ок. 1880)
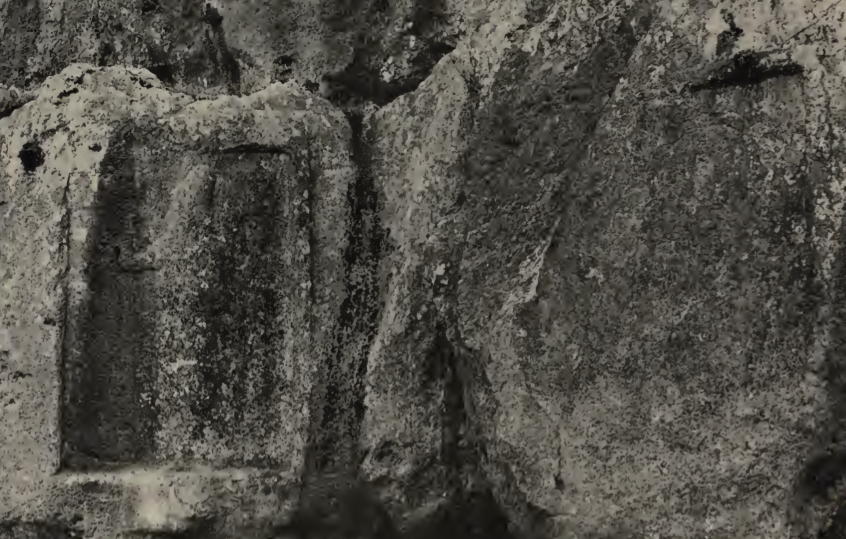
Первая и вторая ассирийские (1922)
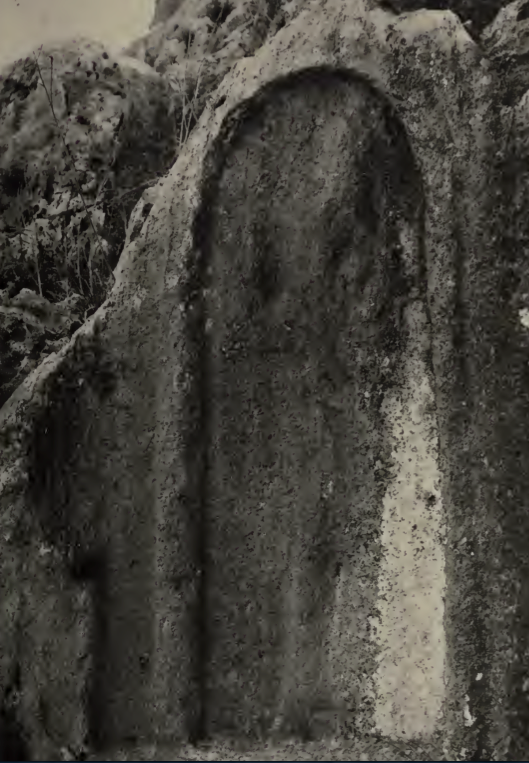
Третья ассирийская (1922)
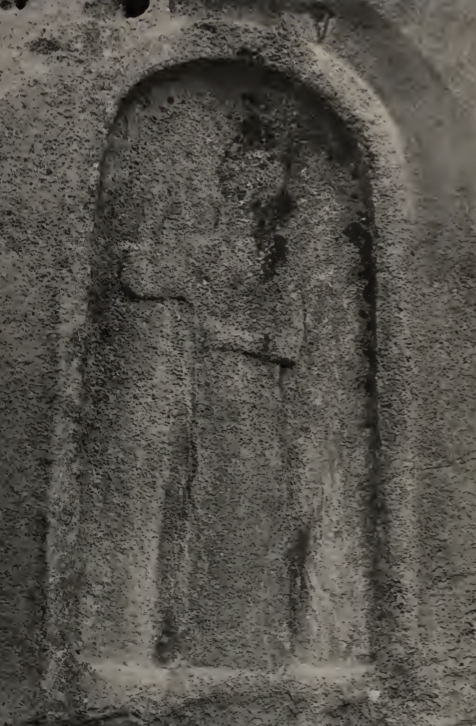
Пятая ассирийская (1922)
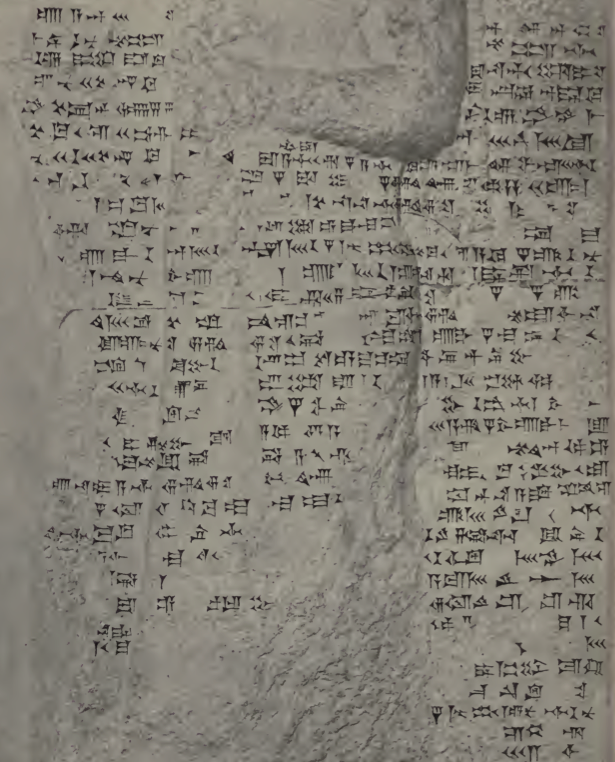
Шестая ассирийская (1922)
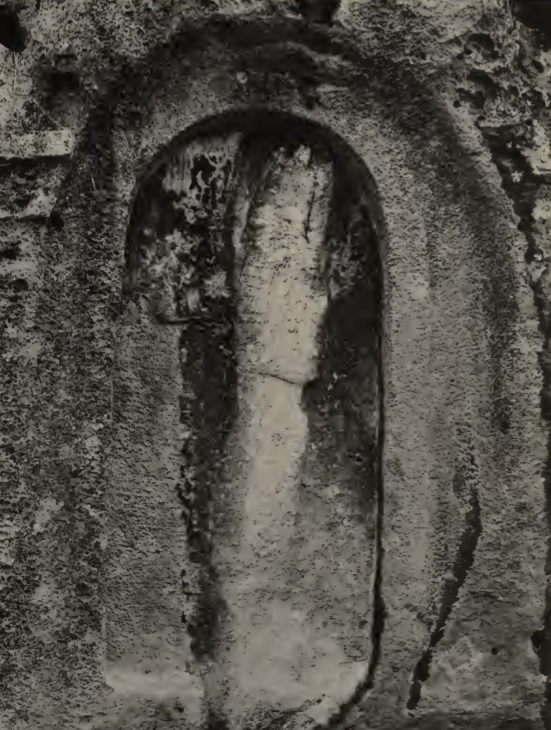
Шестая ассирийская (1922)
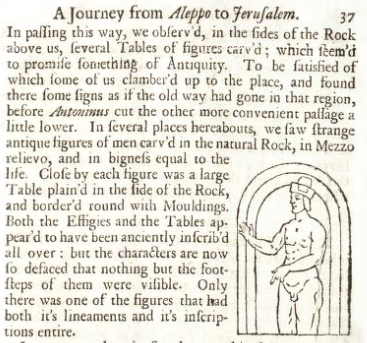
Зарисовка ассирийской стелы из заметок Мондрелла (1697)

Римские и исламские надписи
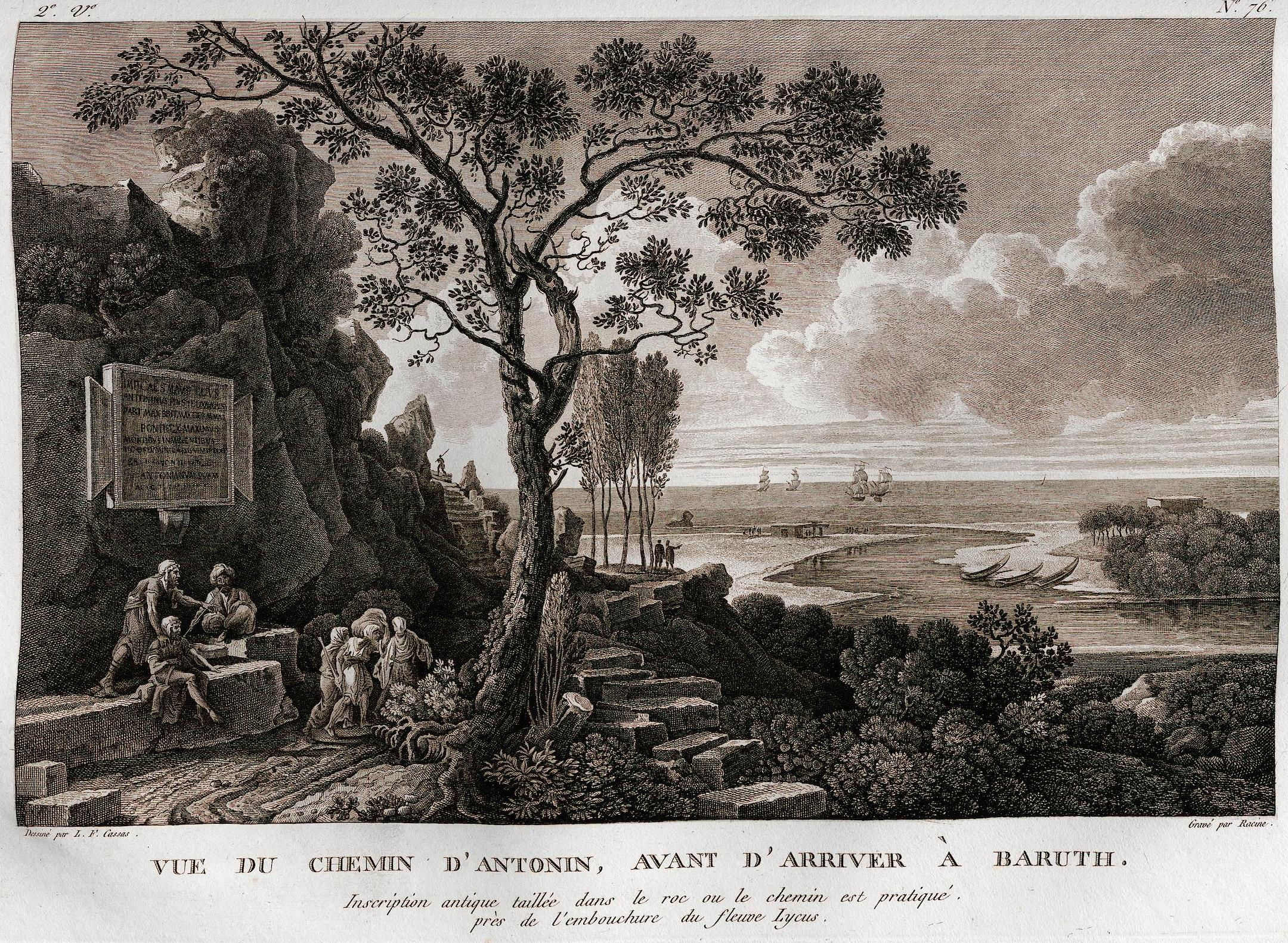
Римские (1780-е)
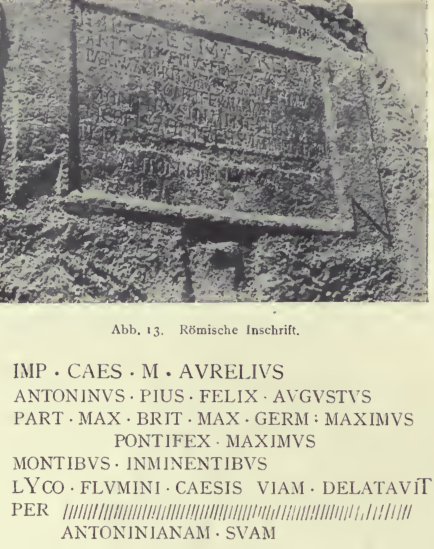
Римская надпись (1922)
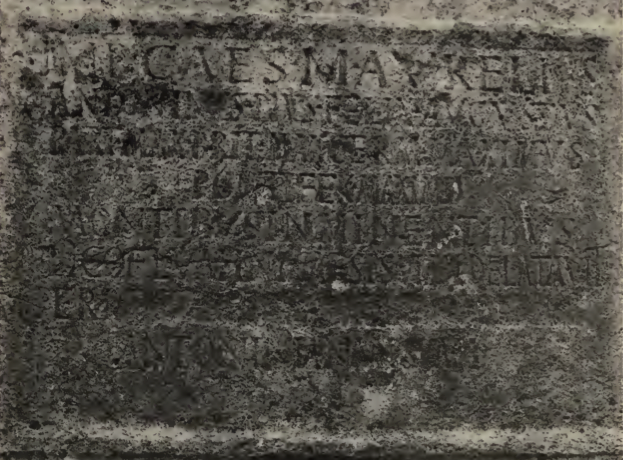
Римская (1922)
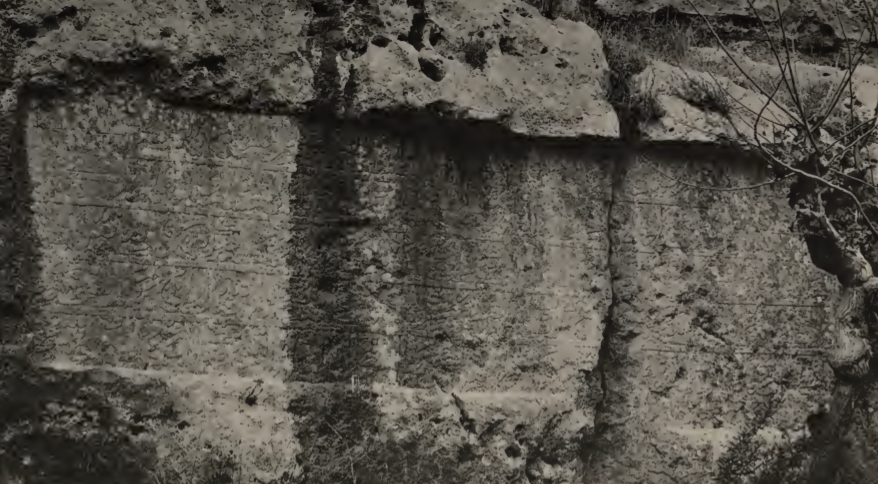
Надпись Баркука (1922)

XIX—XX века
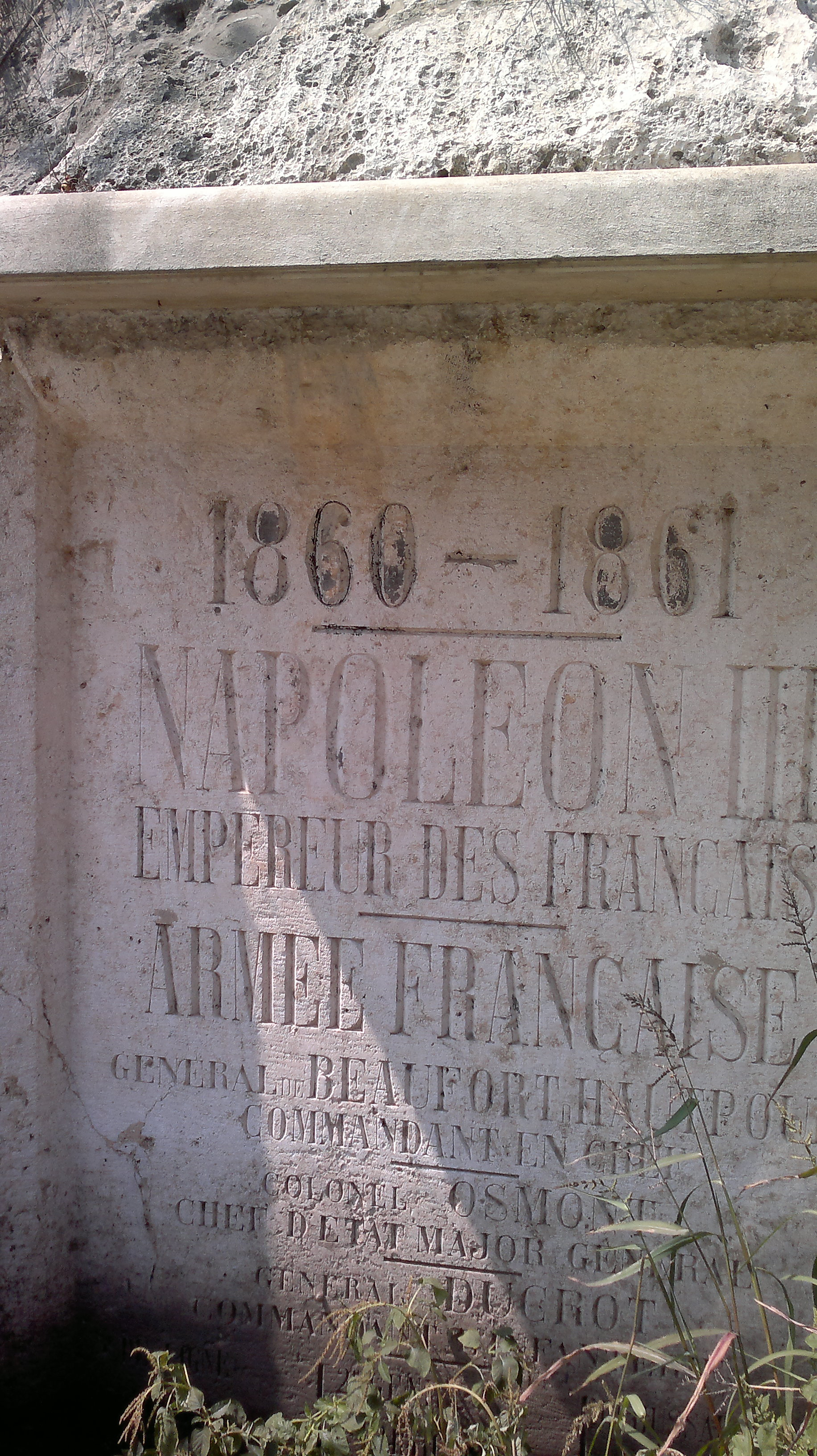
Наполеон III
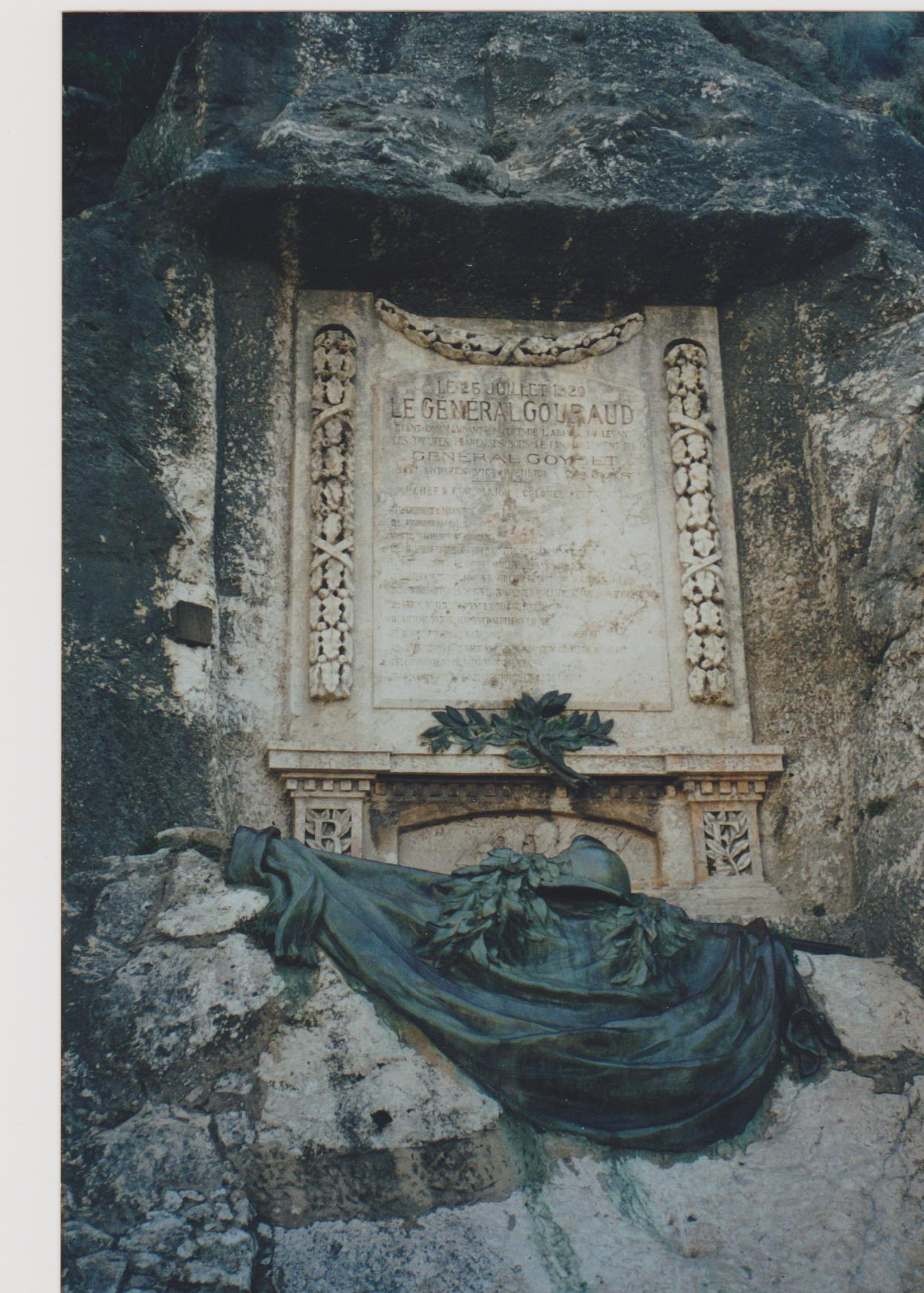
Мемориал генерала Гуро
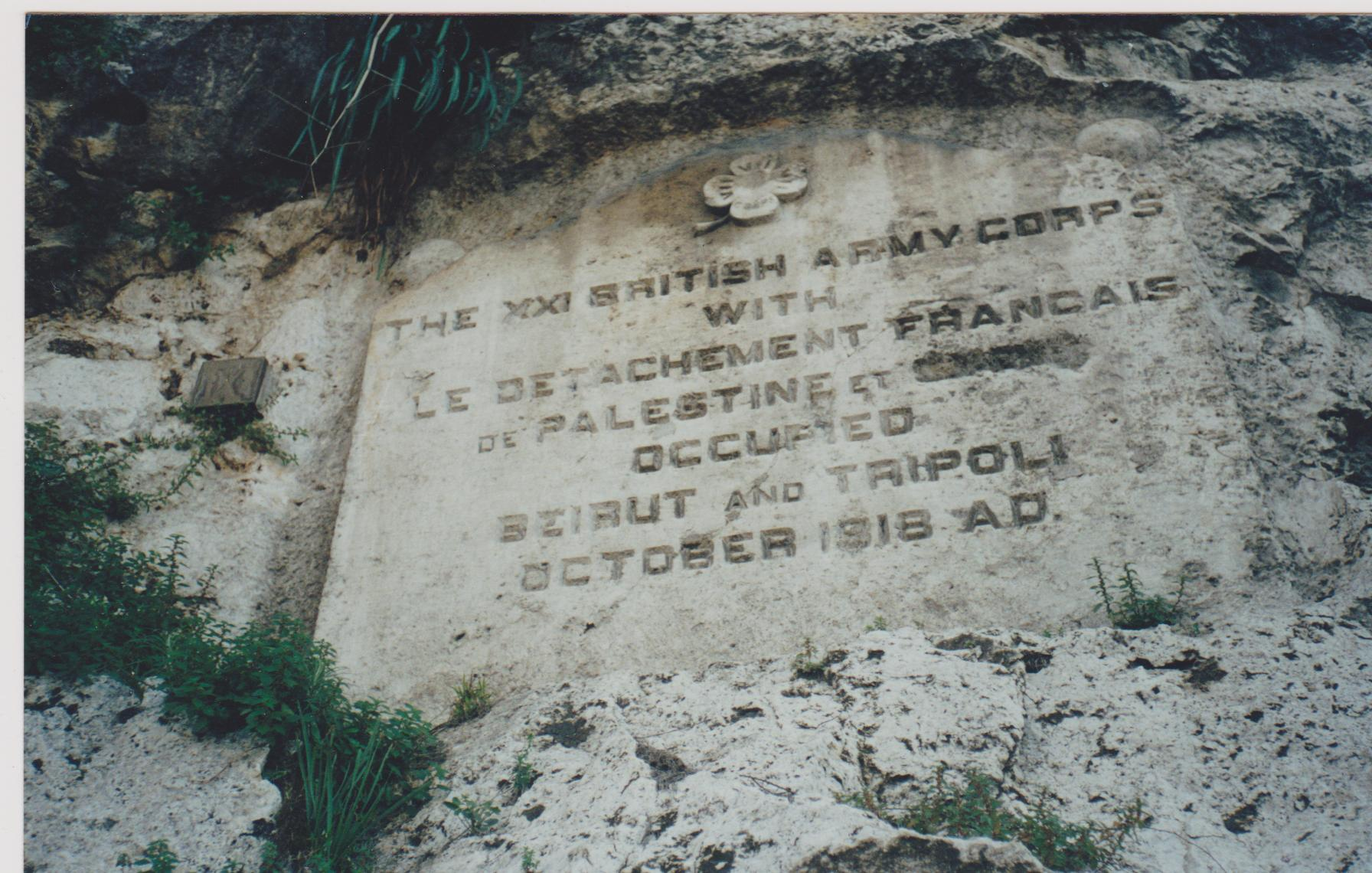
Взятие британцами Бейрута и Триполи (1918)
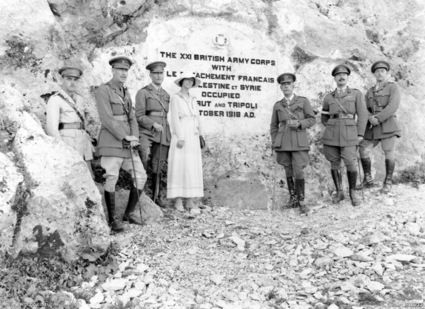
Гарри Шовел и пустынный конный корпус (1918)
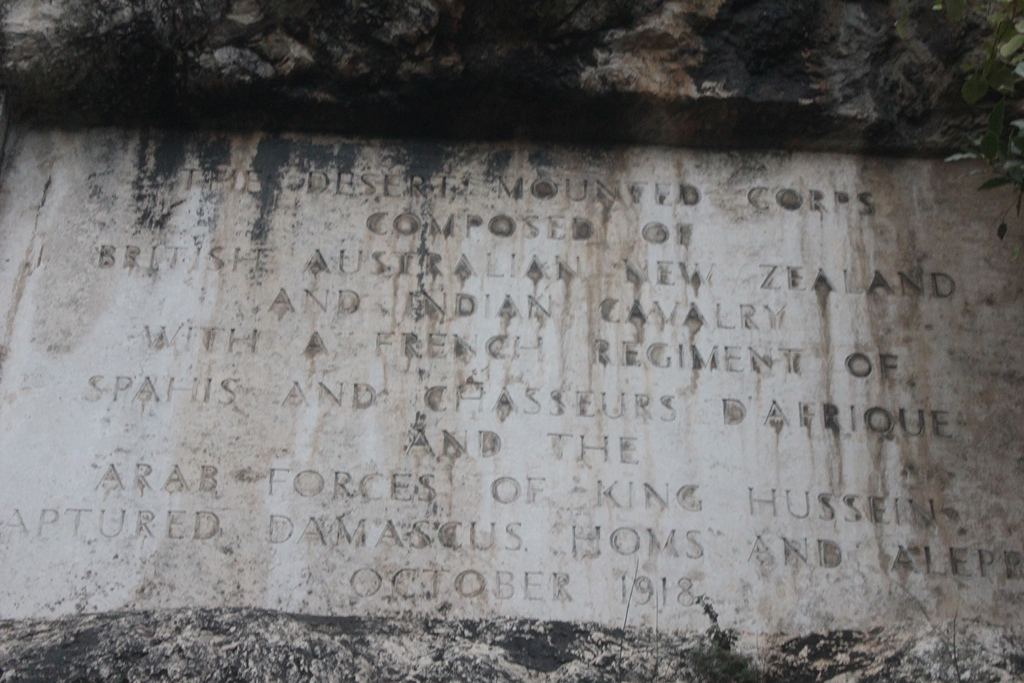
Захват Дамаска, Хомса и Алеппо (1918)
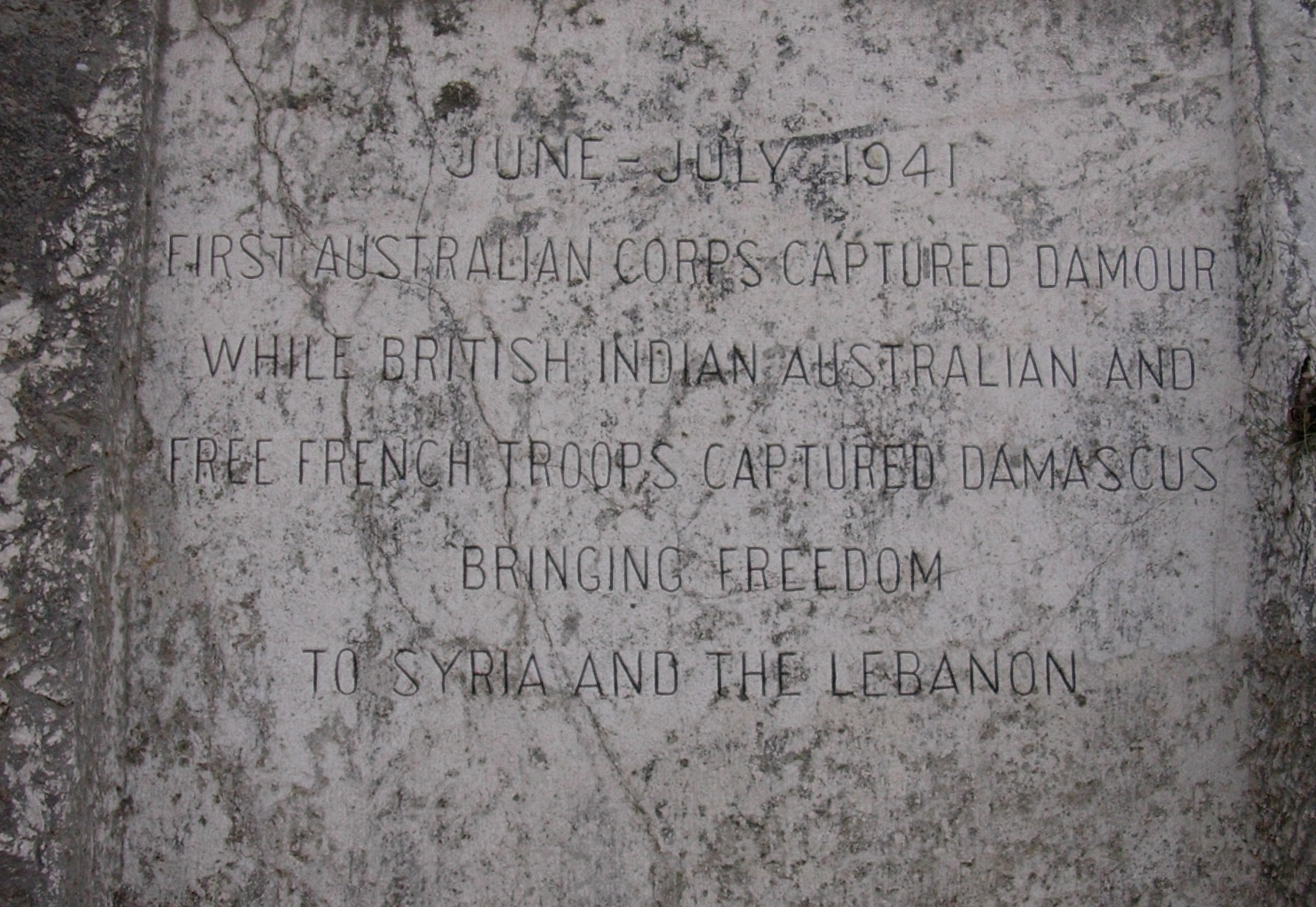
1941, освобождение Дамаска и Дамура
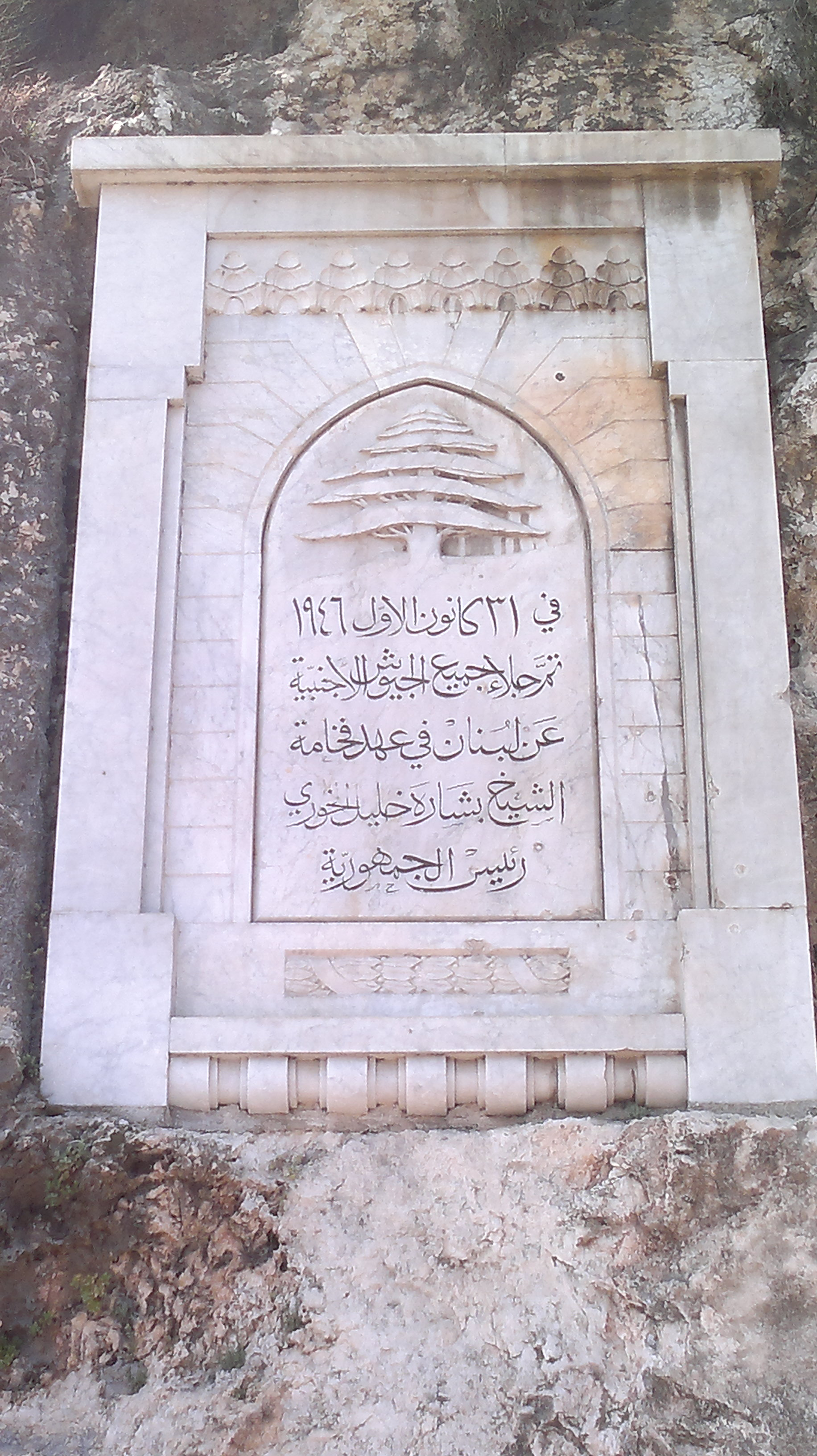
Ливанская независимость (1946)
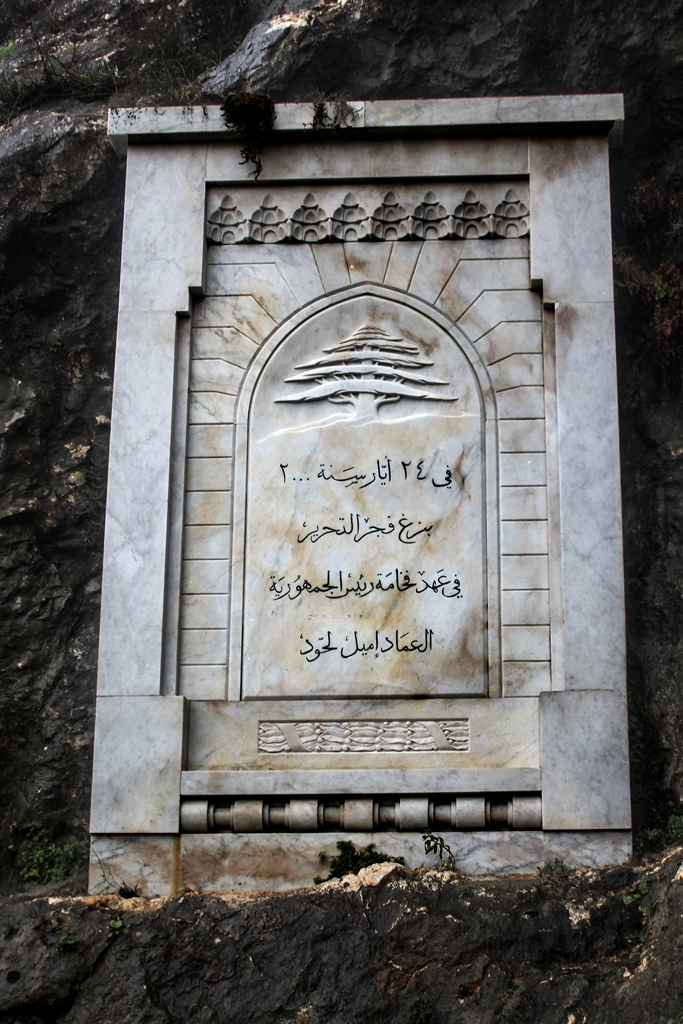
Вывод израильских войск из Ливана (2000)

## Другие достопримечательности
Помимо стел и надписей, рядом расположены также и другие объекты, привлекающие внимание исследователей и туристов. Среди наиболее ранних находок — три скальных убежища (два из которых частично сохранились), в которых люди селились со времён среднего палеолита (100000—70000 лет до н. э.), энеолита (4-е тысячелетие до н. э.) и бронзового века (3-е тысячелетие до н. э.), о чём свидетельствуют находки, обнаруженные во время спасательных раскопок, вызванных прокладкой железной дороги в 1942 году и автомобильного туннеля в 1958 году. Находки включают тысячи кремневых орудий, останки костей людей и животных, фрагменты охры, обработанные камни, глиняные черепки, земляные полы и очаги. А в эпоху неолита (12000—5000 лет до н. э.) человек, помимо подножия, также занимал вершину мыса, где была мастерская по обработке камня.
Одно из мест мыса Нахр-эль-Кальб, возможно, и дало название реке. Согласно сообщениям путешественников, таких как Жан де Тевено и Винсент Стохов, на вершине мыса к югу от реки был установлен «идол» в виде собаки, который якобы лаял, когда завоеватели приближались к мысу. Лоран Арвьё дополняет информацию, упоминая что турки сбили статую с постамента и бросили её в море. Предполагаемый постамент статуи можно и ныне найти на своём месте, однако со статуей такой ясности нет. По ряду сообщений, обезглавленную статую волка нашли в море австралийцы из числа строителей железнодорожного моста в 1942 году. Статуя была помещена в хранилище Национального музея Бейрута, откуда затем таинственно исчезла. Другая версия озвучивает версию нахождения статуи в 1924 году Морисом Шехабом, со столь же туманным исчезновением в дальнейшем.
Также на мысу находятся остатки военных сооружений, возведённых на вершине мыса в 1840 в ходе второй турецко-египетской войны, и двое современных солнечных часов, установленных рядом с рельефами.
Сегодня через реку можно перебраться по нескольким мостам. Нынешняя автомагистраль заменяет старую железную дорогу 1942 года, построенную австралийскими военными. Действует также османский трёхарочный мост, построенный в 1901 году взамен других мостов того же периода, на противоположных концах которого видны две надписи от имени султана Абдул-Хамида II. Другой мост, более грубого облика, также с тремя арками, стоит выше по течению и, как полагают, тоже относится к османской эпохе, однако известно, что он неоднократно подвергался восстановлению, заменяя средневековый мост, о чём свидетельствует арабская надпись поблизости. Она сообщает, что мост, который в то время пересекал реку, сам был восстановлен в правление мамлюкского султана Баркука между 1384 и 1389 годами по приказу эмира Айтмиша, главнокомандующего армией. По предположениям историков, мост через реку в этом месте мог быть построен в римское время, а в его восстановлении помимо упомянутого султана Баркука могли в разные годы участвовать мамлюкский султан Калаун и друзские эмиры Фахр-ад-дин II и Башир II Шехаб. Ныне этот мост находится в частной собственности, представляя собой вход в арабский ресторан.

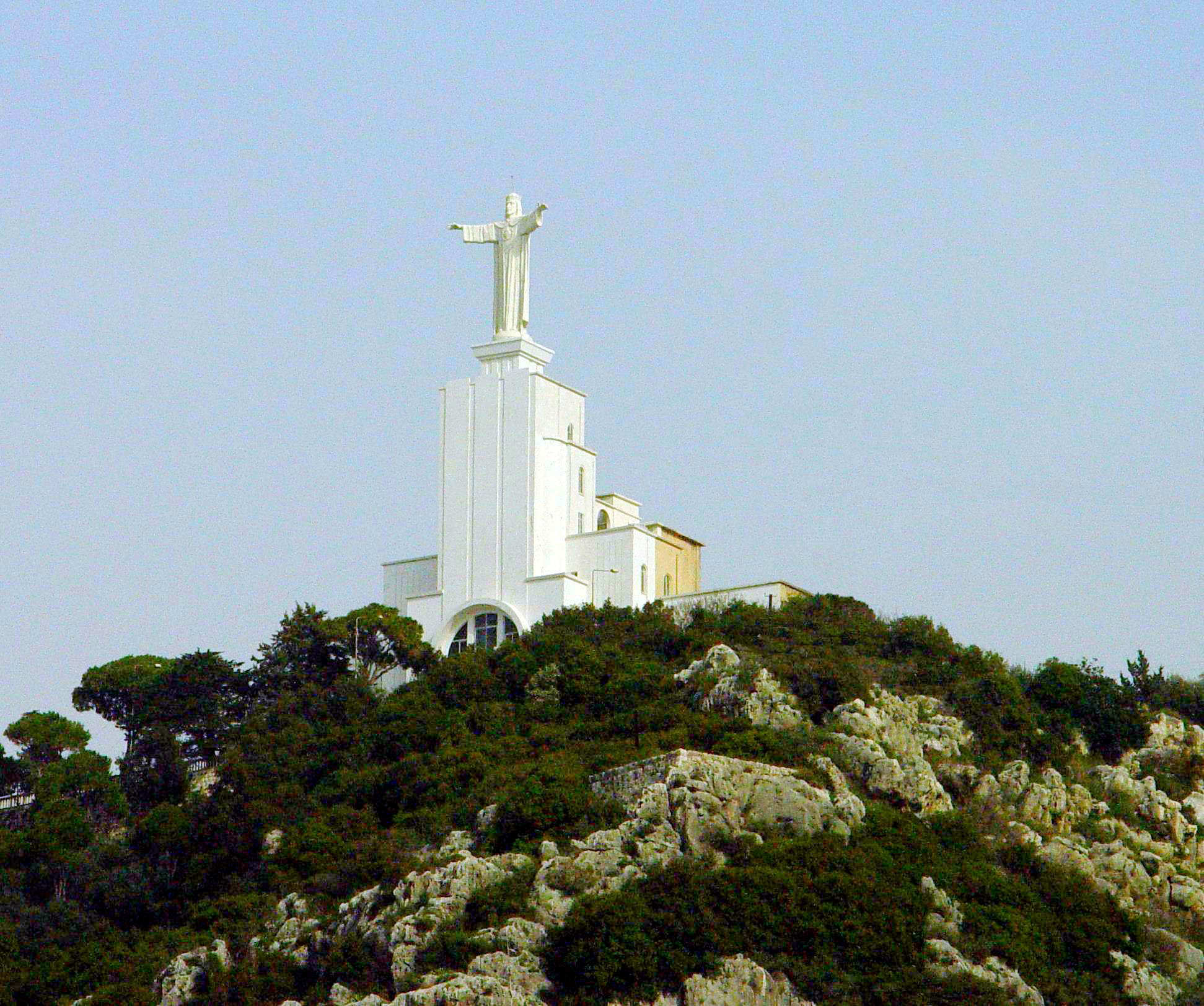
Статуя Христа Царя

Восточнее стел, в деревне Зук-Мосбе, находится возвышающаяся над долиной реки гигантская статуя Христа Царя (Yassouh el Malak) высотой 57 м (включая основание 45 м) на крыше здания из комплекса монастыря Мар-Юсуф аль-Бордж. Обращённая к морю статуя сильно напоминает статую Христа-Искупителя в Рио-де-Жанейро. В 1895 году Абуна Якуб Хаддад, проходя мимо скал Нар-эль-Кальба, решил, что У Христа должна быть память в этом месте, более важная, чем надпись. В 1950 году он купил участок земли на холме под названием Хербет-Малик (царские развалины) напротив монастыря Мар-Юсуф аль-Бордж, и построил здание, а вскоре попросил итальянского скульптора Ренато Бетелия создать статую Иисуса Христа для размещения на вершине, что было успешно сделано в 1952 году. Это не единственная религиозная статуя в Горном Ливане, подавляющее большинство населения которого составляют христиане. Недалеко также расположены статуя Девы Марии Ливанской в Джунии, два памятника святому Шарбелю (в Хаммане и Фарае) и ещё одна статуя Христа, в Госте.
Важной природной достопримечательностью Ливана являются расположенные в верховьях реки Нар-эль-Кальб пещеры Джейта, геологически представляющие собой туннель или запасной выход подземной реки — фактически основного истока Кальба. От пещер Джейты к побережью вдоль северного берега идёт семнадцати-арочный акведук, позволяющий доставлять воду из пещер на возделываемые поля возле побережья и далее, в Джунию и Бейрут, снабжая пресной водой до полутора миллионов человек. Хотя акведук относят к османской эпохе, возможно, что он был создан ещё в римскую эпоху и реконструирован эмиром Хайдаром из рода Шихабов в начале XVIII века.
Другим значимым объектом долины реки Кальб, даже включённым в предварительный список ЮНЕСКО среди иных объектов долины, является Калаат-Факра — руины храма римского времени недалеко от горнолыжного курорта Факра на склонах горы Саннин. По некоторым предположениям, в римское время это святилище и иное, на месте нынешнего курорта Мзаар-Кфадербиан, использовались для передачи сигнальных огней от Гелиополя (нынешний Баальбек) к побережью.
Между Факрой и селением Фарая расположена ещё одна достопримечательность Горного Ливана, Джиср-эль-Хаджар (Jisr el Hajar) — 38-метровая природная арка из известняка.